# 6631 П'ятницький
6631 П'ятницький (6631 Pyatnitskij) — астероїд головного поясу, відкритий 4 вересня 1983 року.
Тіссеранів параметр щодо Юпітера — 3,459.